# Misley Emese
Misley Emese (Miskolc, 1943. március 25. – Miskolc, 1956. október 26.) miskolci diáklány, az 1956-os forradalom legfiatalabb áldozata a városban.

## Élete
Misley Zoltán és Várady Aranka gyermekeként született. Tizenhárom éves volt, és a Malinovszkij úti – ma Soltész Nagy Kálmán út – általános iskolába járt. Az iskolából tartott hazafelé, amikor lövés érte a fején és a szívén. A Deszkatemplom temetőjében temették el. 
Emléktáblája van a belvárosi Munkácsy u. 1. ház oldalán, felirata: Misley Emese, élt 13 évet. Az 1956. október 26-i sortűz legfiatalabb áldozatának emlékére. Állította Miskolc megyei jogú város önkormányzata, 2016. A tábla egy korábbi, a Keresztény Nemzeti Unió által kihelyezett tábla helyére került. Az emléktábla megkoszorúzása minden évben részét képezi az 1956-os megemlékezéseknek.
2019-ben neve felmerült a Vörösmarty városrész központját alkotó, a köznyelvben Vörösmarty térként ismert, de hivatalosan név nélküli tér lehetséges neveként, a másik két lehetőség a levéltár által javasolt Tizenhármasok tere, illetve a köznyelvben élő Vörösmarty tér hivatalossá tétele. Végül a Vörösmarty név győzött.

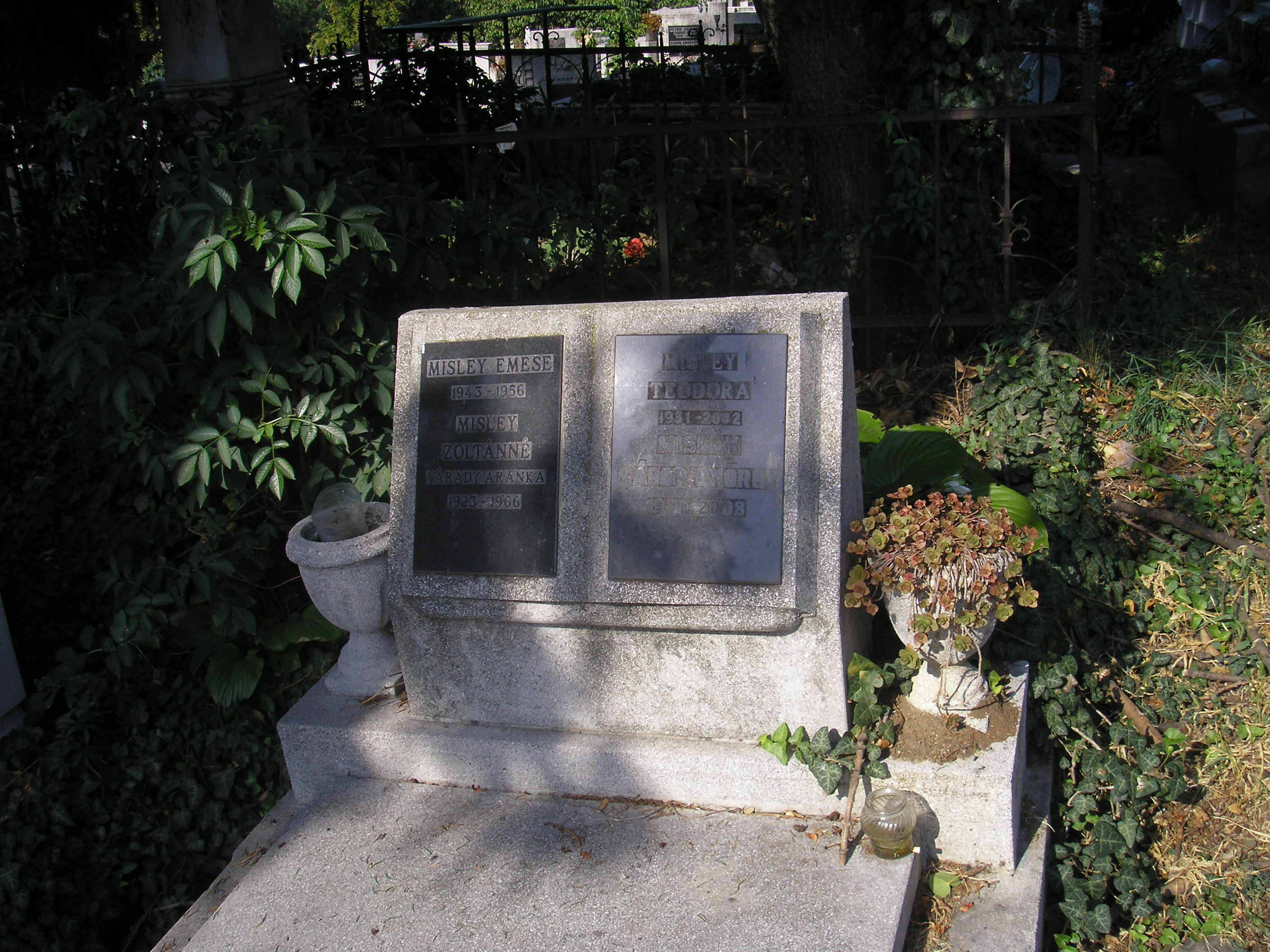
Misley Emese sírja